# Leon Safrazjan
Leon Bogdanowicz Safrazjan (ros. Леон Богданович Сафразьян, ur. 14 sierpnia 1893 w Baku, zm. 21 września 1954 w Nowokujbyszewsku) – radziecki polityk, wojskowy i oficer służb specjalnych, zastępca ludowego komisarza spraw wewnętrznych ZSRR (1941-1946), zastępca ministra przemysłu naftowego ZSRR (1948-1954), generał porucznik.

## Życiorys
Ormianin, skończył eksternistycznie 8 klas gimnazjum, 1914-1915 pracował jako statystyk w przemyśle naftowym w Baku, 1915-1917 służył w rosyjskiej armii. Od listopada 1917 do 1 stycznia 1918 w Narodowej Armii Armenii, od stycznia do czerwca 1918 pomocnik pełnomocnika Rady Komisarzy Ludowych Komuny Bakijskiej ds. Zaopatrzenia Armii, od sierpnia 1918 w Armii Czerwonej, służył na Froncie Kaspijsko-Kaukaskim. Od 1 stycznia 1919 do 19 marca 1921 studiował w Akademii Sztabu Generalnego Armii Czerwonej, później pracował na stanowiskach kierowniczych w różnych miejskich radach, komitetach wykonawczych i fabrykach, od stycznia 1919 członek RKP(b)/WKP(b). Od lipca 1938 do marca 1941 szef Głównego Zarządu Budownictwa przy Radzie Komisarzy Ludowych ZSRR, od 22 marca 1941 do 5 lutego 1946 zastępca ludowego komisarza spraw wewnętrznych ZSRR, równocześnie od 31 lipca 1941 do 5 lutego 1946 szef Głównego Zarządu Budowy Lotnisk NKWD ZSRR, od 9 lipca 1941 starszy major, od 14 lutego 1943 komisarz bezpieczeństwa państwowego III rangi, a od 9 lipca 1945 generał porucznik. Od 5 lutego 1946 do lipca 1947 zastępca ludowego komisarza/ministra budownictwa przedsiębiorstw paliwowych ZSRR, od 27 sierpnia 1947 do 28 grudnia 1948 szef Głównego Zarządu ds. Budowy Przedsiębiorstw Przemysłu Naftowego i Gazowego przy Radzie Ministrów ZSRR, od 28 grudnia 1948 do 18 marca 1953 zastępca ministra przemysłu naftowego ZSRR, od 18 marca 1953 do śmierci członek Kolegium Ministerstwa Przemysłu Naftowego ZSRR. Zginął podczas wykonywania obowiązków służbowych w Nowokujbyszewsku. Pochowany na Cmentarzu Nowodziewiczym.

## Odznaczenia
- Order Lenina (trzykrotnie - 27 marca 1934, 3 lipca 1943 i 15 sierpnia 1947)
- Order Kutuzowa I klasy (24 lutego 1945)
- Order Czerwonego Sztandaru Pracy (28 listopada 1941)

I 4 medale.